# Harriet Bloch
Harriet Bloch, född 26 juli 1881 i Kolding, död 1 april 1975, var en dansk författare och manusförfattare.
Bloch hade ingen formell utbildning som manusförfattare utan lärde sig genom att se film i biograferna, ofta flera varje dag. Hon skrev mer än hundra manuskript åt Nordisk Film, men alla spelades inte in. År 1914 fick hon en beställning från Svenska Bio på sex manus varav den första, Kärlek och journalistik, spelades in och regisserades av Mauritz Stiller. Hennes manuskript såldes också till Tyskland. 
Hon skrev huvudsakligen komedier om grevar och baroner och andra inom societeten, sällan om proletariatet. De flesta var originalmanuskript utifrån hennes egna idéer. Hon skrev flera manus åt stumfilmstjärnan
Valdemar Psilander som hon beundrade.
Bloch slutade skriva filmmanus när ljudfilmen introducerades. Hon skrev några teaterpjäser, som dock aldrig uppfördes, och flera radiopjäser. År 1930 köpte hon en fruktträdgård på norra Själland som hon drev tillsammans med sina söner.

## Filmmanus i urval
- 1916 – Kärlek och journalistik
- 1916 – Ålderdom och dårskap
- 1917 – Förstadsprästen
- 1917 – Miljonarvet
- 1920 – En hustru till låns